# Lubňa (okres Užhorod)
Lubňa, ukrajinsky Лубня, maďarsky Kiesvölgy, je obec v územní komunitě (hromadě) Stavne, v okresu Užhorod na Zakarpatské Ukrajině. Nachází se nedaleko hranic s Polskem, 7 km od železniční stanice Stavne. V roce 2001 zde žilo 211 obyvatel.
Je zde malé místní muzeum, které má 450 exponátů.

## Historie
První písemná zmínka pochází z roku 1631. Do uzavření Trianonské smlouvy byla obec součástí Uherska, poté byla (pod názvem Lubňa) součástí Československa. V roce 1921 zde stálo 45 domů a žilo 278 obyvatel, z toho 252 Rusínů a 19 Židů. Od roku 1945 byla Lubňa součástí Ukrajinské sovětské socialistické republiky, která byla součástí Sovětského svazu; nakonec od roku 1991 je součástí samostatné Ukrajiny. Od roku 1999 je v této oblasti vytvořen Užanský národní park.